# Scopula albivertex
Scopula albivertex là một loài bướm đêm trong họ Geometridae.